# Faustus Socinus

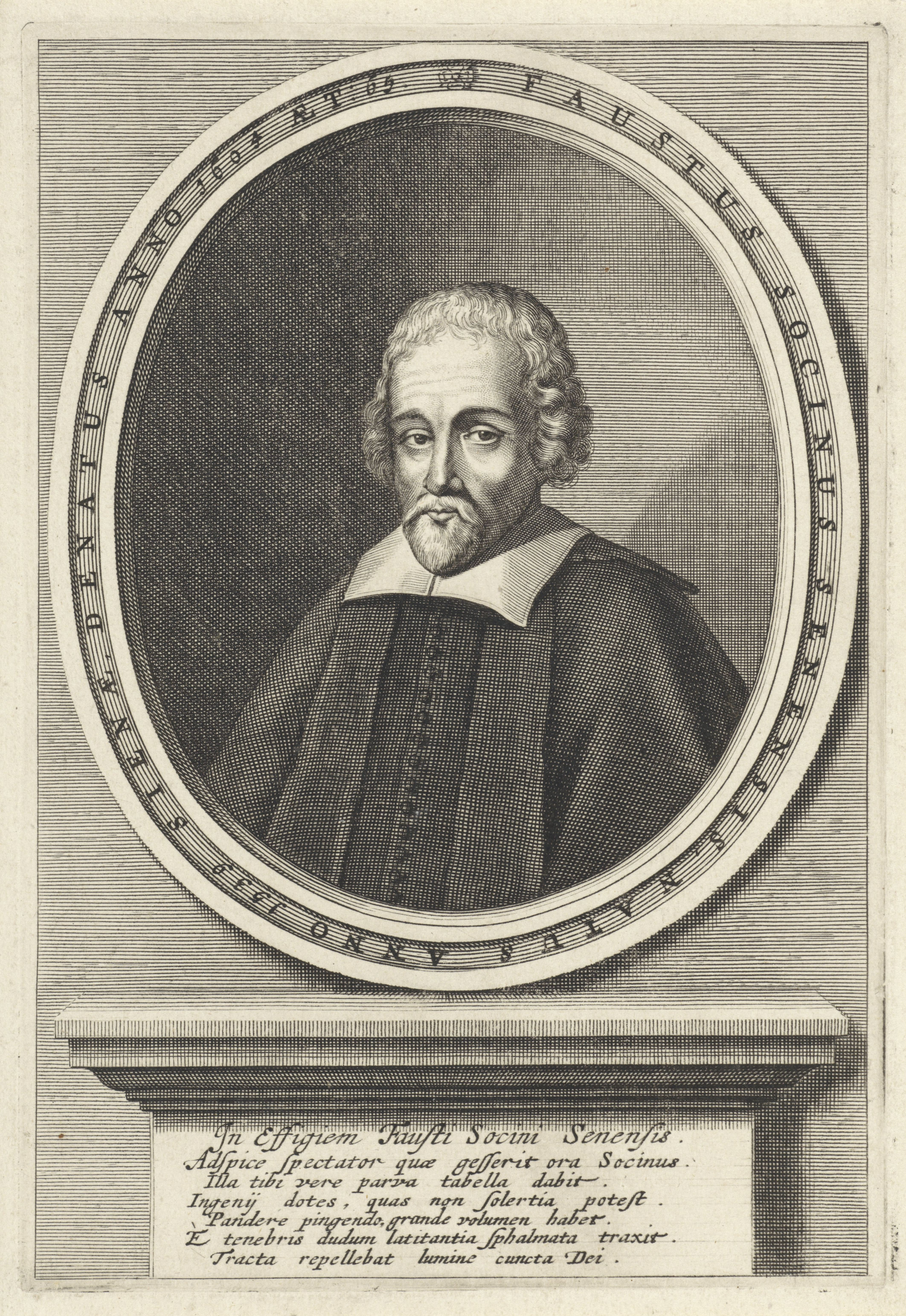
Faustus Socinus

Faustus Socinus of Fausto Sozzini (Siena, 5 december 1539 - Lusławice, Polen, 3 maart 1604) was een Italiaanse theoloog en jurist uit de 16e eeuw. Hij was de grondlegger van het naar hem genoemde socinianisme en een voorloper van het latere rationalisme. Zijn gedachten zijn door de theologen van de Reformatie en de Rooms-Katholieke Kerk bestreden. Het laatste deel van zijn leven bracht hij in Polen door.
In zijn hoofdwerk De Jesu Christo Servatore (gedrukt in Polen, 1594) betoogde hij dat Christus niet door zijn kruisdood, maar door zijn zedelijk voorbeeld tot Verlosser is geworden. Zijn leer was tevens gematigd anti-trinitarisch. Zoals alle anti-trinitaristische stromingen accepteerde het socinianisme de leer van de goddelijke Drie-eenheid niet. Daarnaast wees het socinianisme de leer van de incarnatie (vleeswording) af.
Socinus leerde de volgende zaken:
- De Bijbel kan niets bevatten dat met de rede in strijd is. Hij stond een rationalistisch Bijbelgebruik voor. Niettemin geloofde Socinus wel in wonderen, zoals de maagdelijke geboorte[1] Zijn volgelingen in later eeuw hadden echter kritische kanttekeningen bij de wonderverhalen in de Bijbel.
- Jezus was slechts mens. Jezus is voor Socinus niet God de Zoon, maar wel de Eniggeboren Zoon van God. Socinus ontkent daarom ook de Drie-eenheid. Opvallend is dat Socinus Jezus wel "God" noemt in de oneigenlijke zin van het woord en als eretitel. Volgens Socinus was God vanaf de geboorte van Jezus nauw betrokken bij diens leven. Socinus moedigde de verering van Jezus (adoratio Christi) aan en stond het aanroepen van Christus (invocatio Christi) als Middelaar toe en geraakte hierover in conflict met de radicale unitariër Ferenc Dávid, de stichter van de Unitarische Kerk van Transsylvanië, die fel gekant was tegen de aanbidding en aanroeping van Jezus.[2]
- De Heilige Geest is voor Socinus geen persoon, maar een kracht.
- Socinus ontkende de leer van de erfzonde zoals deze door Augustinus en door de apostel Paulus werd beleden en geleerd.
- De dood van Jezus was geen betaling voor de zonde, het was een bevestiging van zijn leer.
- Een optimistisch mensbeeld: de mens is in staat de leer van de Here Jezus in de praktijk te brengen.
- Een verwerping van de predestinatie als zijnde in strijd met de liefde van God die de mens een volledige vrijheid heeft geschonken.

In de gereformeerde Drie Formulieren van Eenheid wordt gesproken over "de goddeloze Socinus" (Dordtse Leerregels hoofdstuk 2 - veroordeling van de dwalingen - artikel 4). Hij trad in de voetsporen van zijn oom Lealius Socinus.

## Verwijzingen
1. ↑  http://archive.org/details/racoviancatechis00reesuoft Racovian Catechism, editie 1818, p. 150
2. ↑  http://books.google.nl/books?id=KO-lxKDbNswC&pg=PA47&dq=Socinus+zwaard&hl=nl&sa=X&ei=EOriUZ-eL834sga0qoHwAw&ved=0CGYQ6AEwBw#v=onepage&q=Socinus%20zwaard&f=false

## Gedigitaliseerde versies van Socinus's werken
1. ↑  Theologische lessen op Google Books
2. ↑  Gulden tractaet van de authoriteyt ofte geloofwaerdigheyt der Heyligen Schrifture. Dienende tot versterckinge in den gelove aen Iesum Christum onsen salighmaker, ende tot overtuyginge van Ioden, heydenen, Turken, atheïsten, libertijnen &c op Google Books
3. ↑  Het ampt van een Christen mensch op Google Books
4. ↑  Vanden stant der Dooden, en straffe der verdoemden, nae dit leven op Google Books
5. ↑  Van de water-doop. Disputatie, oft Een christen mensche de selve mach ontbeeren op Google Books
6. ↑  Corte verclaringe over het sevende capittel des Briefs aan de Romeynen ... : Met een brief van d'heer I.N. aan F.S. wedersprekende 't selve ghevoelen. Als ook F.S. antwoordt op den selven brief in 't langhe op Google Books
7. ↑  Van de kercke off ghemeynte, verscheyden tractaten op Google Books
8. ↑  Toet-steen, waer aen men onfeylbaer kan toetsen, wie men voor een broeder in Christo moet erkennen, om ontschuldigh te blijven van sectery op Google Books
9. ↑  Disputatie vanden Heyland, of Salighmaker, Iesu de Ghesalfde, bij geschrift in 't Latijn gehouden, tusschen een Franschman, ende Italiaen op Google Books
10. ↑  Fausti Socini Senensis Verklaringhe, over het eerste-deel van 't eerste cap. Joannis tot het 15. vers op Google Books
11. ↑  Brieven aan zijn vrienden geschreeven. In welken van meest alle hooftstukken der Christelijke religie word gehandelt .. : Nooit in het nederlands voor deezen gedrukt op Google Books

- Bibsys: 4105240
- Biblioteca Nacional de España: XX1362923
- Bibliothèque nationale de France: cb122181188 (data)
- Gemeinsame Normdatei: 118615815
- Historisch woordenboek van Zwitserland: 010848
- International Standard Name Identifier: 0000 0000 7974 0685
- Library of Congress Control Number: n85144140
- Nationale Bibliotheek van Tsjechië: js2007400502
- Nationale bibliotheek van Australië: 35817004
- Nationale Bibliotheek van Israël: 987007268106205171
- Nationale en Universitaire bibliotheek Zagreb: 000234609
- Nederlandse Thesaurus van Auteursnamen: 069890455
- Réseau des bibliothèques de Suisse occidentale: 02-A000151076
- Istituto Centrale per il Catalogo Unico: CFIV082162
- LIBRIS: 300922
- SNAC: w6b08tg5
- Système universitaire de documentation: 030847435
- Trove: 1100983
- Virtual International Authority File: 41890089
- WorldCat: E39PBJkxHjdJK6ctCJVHrHtVG3